# 圣马可号装甲巡洋舰
“圣马可”号装甲巡洋舰（義大利語：San Marco）是20世纪初意大利皇家海军建造的一艘圣乔治级装甲巡洋舰。该舰是意大利第一艘装有蒸汽涡轮机的大型船只，也是海军中第一艘装有四具螺旋桨轴的涡轮动力船。1911年至1912年间，该舰参加了意土战争，在此期间支援对班加西、德尔纳以及罗得岛的占领，并轰炸了守卫达达尼尔海峡入口的防御工事。在第一次世界大战期间，“圣马可”号的活动因奥匈帝国潜艇的存在而大受威胁。尽管如此，该舰还是参加了1918年底对阿尔巴尼亚杜拉佐的轰炸。1923年该舰在科孚事件中充当协助角色，并在1930年代初被改装成一艘靶舰。1943年德军占领意大利北部时“圣马可”号被德军俘虏，战争结束时被发现已经沉没。最终，该舰在1949年被拆散并报废。

## 设计和描述
圣乔治级巡洋舰的设计方案是比萨级的改良版。“圣马可”号的设计案采纳了多项创新，这些创新使其有别于姊妹舰“圣乔治”号。“圣马可”号是意大利第一艘安装有蒸汽涡轮机的大型舰只。该舰也是意大利海军中第一艘装有四具轴的涡轮动力舰只，更是第一艘装有陀螺罗盘、防滚装置，以及第一艘舰身不使用木材的舰只。
“圣马可”号垂标间距为131.04（429英尺11英寸），全长140.89（462英尺3英寸），舷宽21.03（69英尺0英寸），吃水7.76（25英尺6英寸）。本舰在正常载荷下排水量为10,969公噸（10,796長噸），在满载荷下排水量为11,900公噸（11,700長噸）。常规编制下本舰配有32名军官和666至673名士兵。
本舰由四台蒸汽涡轮机提供动力，每台涡轮机由14座分联箱横水管锅炉提供的蒸汽驱动一具螺旋桨轴。设计最大输出功率为23,000匹軸馬力（17,000千瓦特），航速为23節（43每小時；26英里每小時），“圣马可”号轻而易举地超过了这个数字。在海试中，该舰被测得输出功率达到23,030匹指示馬力（17,170千瓦特），速度达到了23.75節（43.99每小時；27.33英里每小時）。这一最高航速比“圣乔治”号快了半节。“圣马可”号也可以在10節（19每小時；12英里每小時）航速下持续巡航4,800海里（8,900；5,500英里）。
圣乔治级巡洋舰的主要武器装备包括上层建筑前后双炮塔内装的4门1908年式254/45 A型加农炮。副炮则包括安装在舰舯部两舷各两座1908年式190/45 A型加农炮。为了防御鱼雷艇攻击，舰上还装备了18门76毫米40倍径速射炮。其中8门安装在两舷的炮眼中，其余的则被安装在上层建筑内。舰上还配备了两门47毫米40倍径速射炮。“圣乔治”号还额外装备了3具450毫米水下鱼雷发射管。一战期间，6门76毫米舰炮被更换为76毫米高射炮，其中的一具鱼雷发射管也被拆除。
舰身由一条水线装甲带进行防护，舰舯部厚200（7.9英寸），而在舰首和舰尾减少到80（3.1英寸）。甲板装甲厚50（2.0英寸），指挥塔装甲厚254（10.0英寸）。254毫米炮塔由200毫米装甲保护，而190毫米炮塔由160（6.3英寸）装甲保护。

## 建造和服役
以威尼斯守护神“圣马可”命名的“圣马可”号于1905年9月18日被正式下单采购，并于1907年1月2日在那不勒斯湾斯塔比亚海堡斯塔比亚海堡铺设龙骨。该舰于1907年12月20日下水，1911年2月7日竣工。
当意土战争于1911年9月29日爆发时，“圣马可”号还未被配属到意大利海军地中海舰队。直到10月1日，该舰才被配属至该舰队第一分舰队第二总队。随后该舰与战列舰“那波利”号、装甲巡洋舰“比萨”号以及“阿马尔菲”号一同护送数艘意大利运输船，于10月15日抵达利比亚德尔纳。在意大利方面与德尔纳投降的谈判破裂后，“比萨”号发炮攻击了该地的军营和堡垒。然而德尔纳方面并没有还击。意军于是派出一艘带有休战协议的船开始登陆，但这艘船遭到了一连串步枪射击。“圣马可”号和其他几艘装甲巡洋舰之后就以舰载190毫米炮在30分钟内“完全摧毁”了该镇。由于海面浪大以及岸边火力的阻挡，登陆部队无法靠岸。为此，“圣马可”号与其他舰只对岸边持续炮击了两个小时。18日天气状况转好后，登陆部队终于抢滩成功，1500人占领了德尔纳。该舰之后在12月前往班加西支援意大利陆军。1912年5月中旬，“圣马可”号支援占领希腊罗得岛，并在9月20日返回意大利的基地。

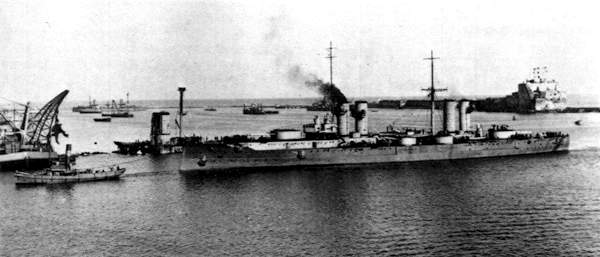
1916年12月13日在布林迪西的“圣马可”号。

在第一次世界大战开始之前，“圣马可”号被用于评估舰载水上飞机运作的实验。1915年5月23日意大利向同盟国宣战时，该舰正停泊在布林迪西。当天晚上，奥匈帝国海军炮击了意大利海岸以试图扰乱意大利的战备动员活动。在众多被攻击的目标中，安科纳受到的攻击最为严重，该镇的天然气、电力和电话服务中断，煤炭和石油储备被烧毁。之后，奥匈帝国舰队安全返港。同年六月奥匈帝国舰队再次开始对意大利海岸发动袭击后，海军上将保罗·塔翁·迪雷韦尔派出“圣马可”号等新型舰只前往威尼斯以补充战力。就在抵达威尼斯不久，“阿马尔菲”号就被潜艇击沉。这极大的限制了驻扎在威尼斯的其他舰只的活动。“圣马可”号在1918年10月2日参加了对杜拉佐的攻击行动，期间击沉一艘商船并重创了另外两艘。
1923年9月21日，这艘巡洋舰将8月27日在科孚岛遇害的边界委员会成员的尸体运往塔兰托。同年10月1日，“圣马可”号将最后一批占领军从科孚岛运往布林迪西。1924年7月至9月，“圣马可”号护送搭乘“圣乔治”号的王储翁贝托进行南美之旅。1931-1935年间，“圣马可”号被解除武装，并改装成无线电遥控靶舰，由老旧的“大胆”号驱逐舰远程操作。舰上的旧锅炉被换成了四座燃油桑尼克罗夫特锅炉，这使得航速降至18節（33每小時；21英里每小時）。1938年5月5日，阿道夫·希特勒在那不勒斯湾进行海军检阅时，该舰被作为重巡洋舰“扎拉”号和“阜姆”号的靶舰。1943年9月9日德国占领拉斯佩齐亚时，该舰也被俘获。二战结束时，该舰被发现坐沉在港口。1947年2月27日“圣马可”号被正式从海军序列中除籍，并于1949年被拆解。

## 脚注

### 引文
1. ↑  日本海人社出版（2014年），第56页
2. ↑  Gardiner & Gray（1985年），第252页
3. ↑  Gardiner & Gray（1985年），第252, 261页
4. ↑  Fraccaroli（1970年），第33页
5. ↑  《船舶名词术语》编订组（1979年），第202页
6. 1 2 3  Silverstone（1984年），第290页
7. 1 2 3 4 5 6  Gardiner & Gray（1985年），第261页
8. ↑  Attilio（1911年），第477页
9. ↑  Silverstone（1984年），第305页
10. 1 2  Beehler（1913年），第9页
11. ↑  史蒂夫（2004年），第237页
12. ↑  张恩东（2018年），第248页
13. ↑  Beehler（1913年），第30页
14. ↑  Beehler（1913年），第47, 49页
15. ↑  Marchese
16. 1 2  Layman（1996年），第44页
17. ↑  Sondhaus（1994年），第274–276, 279页
18. ↑  Halpern（1994年），第148, 151页
19. ↑  Sondhaus（1994年），第289页
20. ↑  Halpern（1994年），第176页
21. ↑  . Yorkshire Post and Leeds Intelligencer. 22 September 1923: 9  [1 March 2015] –British Newspaper Archive.
22. ↑  . Gloucestershire Echo. 1 October 1923: 2  [1 March 2015] –British Newspaper Archive.
23. ↑  . The New York Times. 2 July 1924: 31.
24. ↑  . The New York Times. 20 September 1924: 22.
25. ↑  章骞 2013，第298頁.
26. 1 2  军情视点（2014年），第75页
27. 1 2  周新民（2001年），第139页
28. ↑  Fraccaroli（1972年），第104页

## 期刊来源
- Attilio, Dagnino. . International Marine Engineering. 1911-12, 16: 477–480  [2015-03-02] （英语）.
- Marchese, Giuseppe. . La Posta Militare. 1996-02, (72)  [2015-03-02]. （原始内容存档于2015-09-24） （意大利语）.
- 周新民. . 现代舰船. 2001, (11): 38-40 （中文（中国大陆））.